# Sedotta e abbandonata

Sedotta e Abbandonata (br Seduzida e Abandonada) é um filme franco-italiano de drama e comédia lançado em 1964 e dirigido por Pietro Germi.

## Sinopse
Agnese, uma adolescente siciliana, é seduzida por Peppino, noivo de sua irmã, e fica grávida. Quando seu pai Vincenzo descobre tudo, obriga Peppino a se casar com Agnese, mas ele foge. Vincenzo então ordena que seu filho Antônio mate Peppino.